# Fußballarena Lafnitz
Fußballarena Lafnitz – stadion piłkarski w Lafnitz, w Austrii. Został otwarty w 1966 roku. Może pomieścić 3000 widzów. Swoje spotkania rozgrywają na nim piłkarze klubu SV Lafnitz.